# Storytone
Albums de Neil Young
A Letter Home
(2014) The Monsanto Years
(2015)
Storytone est un album de Neil Young sorti en 2014.

## Historique
Neil Young s'entoure d'un orchestre à cordes de 92 musiciens et d'un big band de jazz.

## Liste des titres
| No  | Titre                     | Durée |
| --- | ------------------------- | ----- |
| 1.  | Plastic Flowers           |       |
| 2.  | Who's Gonna Stand Up?     |       |
| 3.  | I Want to Drive My Car    |       |
| 4.  | Glimmer                   |       |
| 5.  | Say Hello to Chicago      |       |
| 6.  | Tumbleweed                |       |
| 7.  | Like You Used to Do       |       |
| 8.  | I'm Glad I Found You      |       |
| 9.  | When I Watch You Sleeping |       |
| 10. | All Those Dreams          |       |